# Robert Knoll
Robert Knoll (* 26. Januar 1912 in Wien; † 21. September 1985 in Herrenberg) war ein deutscher Möbel- und Textilfabrikant.

## Leben
Robert Knoll wurde als ältester Sohn von Walter Knoll und dessen Frau Maria Knoll, geb. Vollmöller, Anfang 1912 in Wien geboren. Seine Mutter war eine Schwester des Dichters und Dramatikers Karl Gustav Vollmoeller, Tochter von Kommerzienrat Robert Vollmöller.
Nach Ausbruch des Ersten Weltkriegs, Anfang August 1914, kehrte Robert Knoll mit seinen Eltern nach Stuttgart zurück. Er wuchs in der Vollmoeller Villa an der Hasenbergsteige und auf Burg Hohenbeilstein auf. Zunächst privat unterrichtet, kam er 1922, als einer der ersten Schüler, gemeinsam mit seinem jüngeren Bruder Hans Knoll in das neu gegründete Internat Schule Schloss Salem, dessen Gründer Kurt Hahn und Max Reinhardt mit den Familien Knoll und Vollmoeller, besonders eng mit Robert Knolls Onkel, Karl Gustav Vollmoeller befreundet waren.
Nach Durchlaufen des Internats begab sich Robert Knoll ab Herbst 1934 bis Ende 1935 in die USA, wo er auf Einladung Karl Vollmoellers mehrere Monate in Hollywood verbrachte, und Josef von Sternberg, Erich von Stroheim, Greta Garbo und weitere Hollywoodgrößen kennen lernte. An der Ostküste besuchte er Henry Ford, in dessen Firma er am Fließband ein Praktikum absolvierte. Über New York kehrte er 1935 nach Deutschland zurück.
Zu Beginn 1936 trat er in die väterliche Möbelfabrik ein und absolvierte eine Ausbildung zum Polsterer, bevor er eine kaufmännische Ausbildung erhielt. Mitte 1937 wurde er von der Wehrmacht eingezogen, wo er wie sein Vater eine Offizierslaufbahn einschlug. Seinen ersten Einsatz erlebte Robert Knoll in der von den Nationalsozialisten besetzten Tschechoslowakei. Hier beendete er seine militärische Ausbildung. Im Rang eines Leutnants wurde er 1941 im Russland-Feldzug eingesetzt. Nach der Schlacht um Stalingrad wurde seine Kompanie nach Bessarabien versetzt, kämpfte in Rumänien, auf dem Balkan und in Ungarn. In Russland und Rumänien rettete Robert Knoll mehrere verfolgte Juden und verhalf ihnen zur Flucht nach Süd-, Mittel- oder Nordamerika. Bei Budapest geriet Robert Knoll 1945 in Kriegsgefangenschaft, wurde wegen seines kritischen Gesundheitszustands (TBC) jedoch nicht, wie seine Soldaten, nach Sibirien verbracht, sondern in die Freiheit entlassen.
1946 trat er erneut in die stark durch den Krieg zerstörte väterliche Fabrik ein. 1951 verließ Robert Knoll den Betrieb, um als Geschäftsführer von „Knoll International Deutschland“, der Firma seines Bruders Hans Knoll, tätig zu werden. Im selben Jahr gehörte Robert Knoll zu den reformorientierten Kräften innerhalb des Bundesverbandes der Deutschen Industrie (BDI). Gemeinsam mit Gleichgesinnten gründete er den „Arbeitskreis für industrielle Formgebung“. Nachdem sein Bruder Hans 1955 auf Kuba tödlich verunglückt war, verließ Robert Knoll dessen Firma. 1956 übernahm er die Anteile seiner verstorbenen Mutter an der „Walter Knoll Möbelfabrik“ sowie an der Vollmoeller AG. Als Mitgesellschafter bei Walter Knoll wurde er Mitglied der Geschäftsleitung; bei der Vollmoeller AG gehörte er dem Aufsichtsrat an. Vorsitzender des Aufsichtsrats war der später im Zuge der Parteispendenaffäre um den Bosch-Stiftungsratsvorsitzenden Merkle involvierte Deutsche-Bank-Banker Trudbert Riesterer.
1959 wurde Robert Knoll Mitglied des Rotary-Clubs. 1962 übernahm er als Vorsitzender das Stiftungswerk des Stuttgarter Rotary-Clubs. In dieser ehrenamtlichen Tätigkeit erwies er sich als Spendensammler, Förderer und Gönner zahlloser junger Stipendiaten. Privat war er – wie sein Großvater Robert Vollmöller und seine Onkel Kurt und Karl Vollmoeller – Kunstsammler und Förderer von Kunst und Literatur. Seine Sammlung umfasste u. a. bedeutende Bilder seines Onkels Hans Purrmann und seiner Tante Mathilde Vollmoeller. Nach Robert Knolls Tod gingen diese Bilder größtenteils in den Besitz der Purrmann-Stiftung über. Häufig organisierte er Spenden- und Kaufaktionen für in Not geratene Künstler und Literaten.
Nach der Scheidung von seiner Frau Brunhilde Knoll, heiratete Robert Knoll 1965 erneut, aus der Ehe mit Johanna Knoll geb. Helten entstand ein Kind. Sein jüngster Sohn Matthias Knoll wurde 1971 geboren.
Nach dem Tod seines Vaters Walter Knoll übernahm Robert Knoll 1971 dessen Firmenanteile. Außerdem kaufte er die Anteile seines Bruders Hans Knoll, die sich in Händen von dessen Kindern befanden, zurück. Ab Herbst 1971 führte Robert Knoll als Mehrheitsgesellschafter und Hauptgeschäftsführer die Firma Walter Knoll. Zeitgleich veräußerte er sein Aktienpaket an der Vollmoeller AG. 1983 übergab Robert Knoll die Geschäftsleitung seiner Firma an seinen ältesten Sohn Michael Knoll. Gemeinsam mit Stephan Combe, dem Sohn des Minderheitsgesellschafters Walter Combe, führten beide die Geschäfte fort.
Nach mehrmonatiger schwerer Krankheit verstarb Robert Knoll am 21. September 1985 in seinem Haus in Herrenberg, wo er am 24. September im Familiengrab beigesetzt wurde.